# Kadrina
Kadrina (em estoniano:  Kadrina vald) é um município rural estoniano localizado na região de Lääne-Virumaa.